# Калимба
Кали́мба — африканский ударный щипковый музыкальный инструмент класса ламеллафонов или щипковых идиофонов. Распространён в Центральной и Южной Африке и на острове Мадагаскар.
Народы Африки считают ее национальным инструментом и постоянно используют в своей культуре, воспринимая ее в т.ч. как символ своей этнической принадлежности. В переводе с местного африканского диалекта, название инструмента означает «маленькая музыка».

## История
Во времена европейской колонизации Америки калимба была завезена темнокожими рабами на Кубу, где бытует до сих пор.
Американский исследователь этнической музыки Хью Трейси впервые услышал очаровавшую его калимбу во время экспедиции на "черный континент" в 1924 году. Вернувшись на родину, Хью Трейси открыл фабрику по изготовлению аутентичных инструментов. Сыновья Трейси до сих пор продолжают дело Хью, и в их семейной мастерской и сейчас изготавливают калимбы вручную.

## Общее описание
Разновидности ламмелофонов: калимба, маримба, санза, мбира, ликембе, тимбила и др. Подобные инструменты называют «африканское ручное фортепиано». Калимба используется в традиционных обрядах и профессиональными музыкантами в основном как аккомпанирующий инструмент. Играют отдельными звуками или аккордами. Большие калимбы придают неповторимый низкий гул живым басовым ритмам африканской музыки, маленькие издают совершенно прозрачное, хрупкое звучание, похожее на музыкальную шкатулку.

## Устройство
На резонаторном корпусе (бывает разной формы) размещается ряд или несколько рядов деревянных, бамбуковых или металлических пластин-язычков, служащих источником звука. У простейших образцов — плоский, у более сложных — полостной резонатор из панциря черепахи, долбленого дерева, полой тыквы и др., на резонаторной доске крепятся язычки (4—30). Высокий порожек ограничивает звучащую часть язычков. При игре (стоя, на ходу, сидя) калимбу зажимают ладонями рук, согнутых под прямым углом и плотно прижатых к бокам, или держат на коленях, большими и указательными пальцами обеих рук защипывают и отпускают свободные (верхние) концы язычков, приводя их в состояние вибрации. Калимбы бывают различных размеров; длина корпуса 100—350 мм, длина язычков 30—100 мм, их ширина 3—5 мм. Звукоряд калимбы зависит от количества язычков.
В качестве резонатора выступает корпус с круглым отверстием, он может быть цельный или полый из дерева, высушенной тыквы или панциря черепахи.

## Примеры звукорядов калимбы у разных народов
- бакве (Конго): a1, f1, d1, c1, e1, g1, h1;
- лемба (Юж. Африка): b1, g1, f1, g, c1, h, d1, c2;
- баквена (Юж. Африка): b, as, f1, f, e1, es, c1, H, d1, des, ges1, ges, b.

## В фильмах и сериалах
- В российском сериале «Калимба» инструмент используется в качестве триггера успокоения одного из персонажей.